# Пробуждение (Звёздные врата: Атлантида)
«Пробуждение» (англ. Rising) — пилотный эпизод научно-фантастического телесериала «Звёздные врата: Атлантида». Этот эпизод состоит из 2 частей, поэтому часто считают его за первую и вторую серии сериала. События этого эпизода развиваются из «неоднозначного финала» седьмого сезона телесериала «Звёздные врата: SG-1» «Затерянный город. Часть 2» и первой серии восьмого сезона «Новый порядок. Часть 1».

## Сюжет
В Антарктиде найден особый адрес звёздных врат, который позволяют переместиться в далёкую галактику Пегас, куда 5-10 млн лет назад ушли Древние вместе со своим легендарным городом Атлантидой (Атлантисом). Однако экспедиция, отправившаяся туда, находит город пустым и погружённым под воду, воды океана сдерживаются силовым полем. Три МНТ города практически истощены, а присутствие людей только повысило потребление энергии, её недостаточно ни на поддержание щита, ни на возвращение на Землю. Члены экспедиции вынуждены искать новый дом в галактике Пегас.
Отряд военных под руководством полковника Самнера отправляется на разведку. На выбранной планете они вступают в контакт с расой атозианцев, знакомяться с их лидером Тейлой Эммаган обмениваются информацией, пытаются торговать. С наступлением утра люди замечают развалины города, полковник Самнер решает поискать там МНТ. Атозианцы уверяют, что посещение «города предков» может привлечь рейфов, хотя это уже давно не проверялось.
Тейла показывает майору Шеппарду древнее строение, на внутренних стенах которого, в виде пиктограмм записана история атозиан. Оказывается что рейфы нападают периодически с интервалом в несколько десятков или даже сотен лет. Практически одновременно деревня переживает нападение рейфов. Стрелы забрали жителей на корабль-улей рейфов, вместе с ними полковник Самнер и несколько солдат. Оставшихся, включая атозиан, майор Шеппард перемещает на Атлантиду, чем вызывает перегрузку щита и систем обеспечения. Но вместо затопления город поднимается на поверхность.
Лейтенанту Форду удаётся запомнить адрес звёздных врат, откуда пришли рейфы, организуется спасательная операция. Майор Шепард с группой морпехов отправляется на задание на падл-джампере, поскольку врата были на орбите планеты. Они проникают в улей, который находился на поверхности планеты, минируя его по пути. Шепард и Форд достаточно легко находят пленников, но среди них нет полковника Самнера. Его допрашивала Королева улья, которая желала знать местоположение нового пастбища — Земли. Шепарт убивает её, но полковника Самнера спасти не удаётся, кроме того раньше времени просыпаются все рейфы улья. Люди и атозианцы сбегают из улья, но путь к вратам преграждают стрелы рейфов. Шепард решает увести их от врат, а затем вернуться. Он снимает маскировку, чтобы рейфы за ним увязались. Уловка удалась, как только падл-джампер прошёл через врата, диафрагма закрылась и стрелы, которые последовали за ними были уничтожены.
По данному поводу люди и атозианцы устроил праздник.
Врата на Атлантиде уникальны, только наборное устройство этих врат оборудовано специальным кристаллом, позволяющим набрать восьмизначный адрес, чтобы попасть на Землю.

## Герои и актёры

### Главные герои
- Джон Шеппард (Джо Фланиган) отправляется в экспедицию на Атлантиду, так как оказывается одним из тех, кто имеет врождённый ген Древних. До этого был личным пилотом генерала Джека О’Нилла. Шеппард имеет звание майора. Столкнувшись с расой рейфов, не смог спасти от гибели своего командира — полковника Маршалла Самнера. Становится военным командующим на Атлантиде.
- Элизабет Вейр (Торри Хиггинсон)
- Тейла Эммаган (Рэйчел Латтрелл)
- Эйден Форд (Рэйнбоу Сан Фрэнкс)
- Родни МакКей (Дэвид Хьюлетт)

### Второстепенные герои
- Джек О’Нилл (Ричард Дин Андерсон)
- Дэниел Джексон (Майкл Шэнкс)
- Саймон Уоллис (Гарвин Санфорд)
- Карсон Беккет (Пол Макгиллион)
- Королева улья (Энди Фризель)
- Питер Гроден (Крэйг Верони)
- Холин (Кристофер Хейердал)
- Маршалл Самнер (Роберт Патрик)
- Бейтс (Дин Маршалл)
- Стакхаус (Boyan Vukelic)
- Джинто (Рис Томпсон)
- Векс (Кэйси Дюбуа)
- Силер (Дэн Ши)
- Мама Беккета (Мэри Джоан Бьюкэнэн)

## Награды и номинации
К настоящему времени эпизод «Пробуждение» научно-фантастического телесериала «Звёздные врата: Атлантида» имеет 1 награду и ещё 2 номинации, оставшиеся без побед.

### Награды
- 2005 Премия «Джемини» — лучшие визуальные эффекты

### Номинации
- 2005 Премия «Эмми» — выдающиеся спецэффекты в сериале
- 2005 Награда комитета по визуальным эффектам — выдающиеся визуальные эффекты в сериале